# Krumbent dödgrävare
Krumbent dödgrävare (Nicrophorus vespillo) är en skalbaggsart som först beskrevs av Carl von Linné 1758. Den ingår i släktet Nicrophorus och familjen asbaggar. Inga underarter finns listade i Catalogue of Life.

## Beskrivning
En övervägande svart skalbagge med vanligen två orange tvärband på täckvingarna. Hos äldre eller döda individer kan den orange färgen vara tydligt mörkare, åt det bruna hållet. Antennklubbans yttre del är även den röd. Bakskenbenen är kraftigt böjda. En könsskillnad är att framfötterna är bredare hos hanen än hos honan. En tydlig skillnad mellan andra rödbandade dödgrävare är att den krumbenta dödgrävaren har långa, gula hår på de nakna segmenten på bakkroppen, som de korta täckvingarna inte döljer, på framfötterna, på halssköldens främre kant och på stora delar av huvudet. Även halssköldens sidor har gula hår, men där är de korta och mer sparsamt förekommande. Gula hår finns också på undersidan. Arten är tämligen lång, med en kroppslängd på 13 till 23 mm.

## Utbredning
Den krumbenta dödgrävaren finns i större delen av Mellan-, Öst- och Nordeuropa inklusive hela Frankrike men med undantag för Island, de arktiska öarna och Balkan. Vidare sträcker sig utbredningsområdet österut till mellersta Sibirien.
Arten är vanlig i Sverige, där den förekommer i Götaland, Svealand och östra Norrland. Även i Finland är den vanlig, och har observerats i de södra och västra delarna av landet upp till Uleåborg. Den är klassificerad som livskraftig i både Sverige och Finland.

## Ekologi
Habitatet utgörs främst av öppna marker, i andra hand skogsområden.
Som alla dödgrävare förekommer arten på kadaver av ryggradsdjur, som de ställer i ordning som mat åt sina larver. Oftast hjälps flera individer åt att gräva ner kadavret. Därefter brukar djuren slåss inbördes tills bara en individ av varje kön finns kvar, varpå dessa parar sig. Under de första dagarna efter äggen har kläckts matar honan larverna, som är för svaga för att äta själv. Sedan matar honan sin avkomma efter varje hudömsning, då käkarna åter är för svaga för att larverna skall kunna äta av födan. Först efter tredje hudömsningen är larverna tillräckligt starka för att kunna äta själva hela tiden. De vuxna skalbaggarna lever i komposter och annat ruttnande material där de livnär sig på larver av flugor och andra insekter.

## Bildgalleri

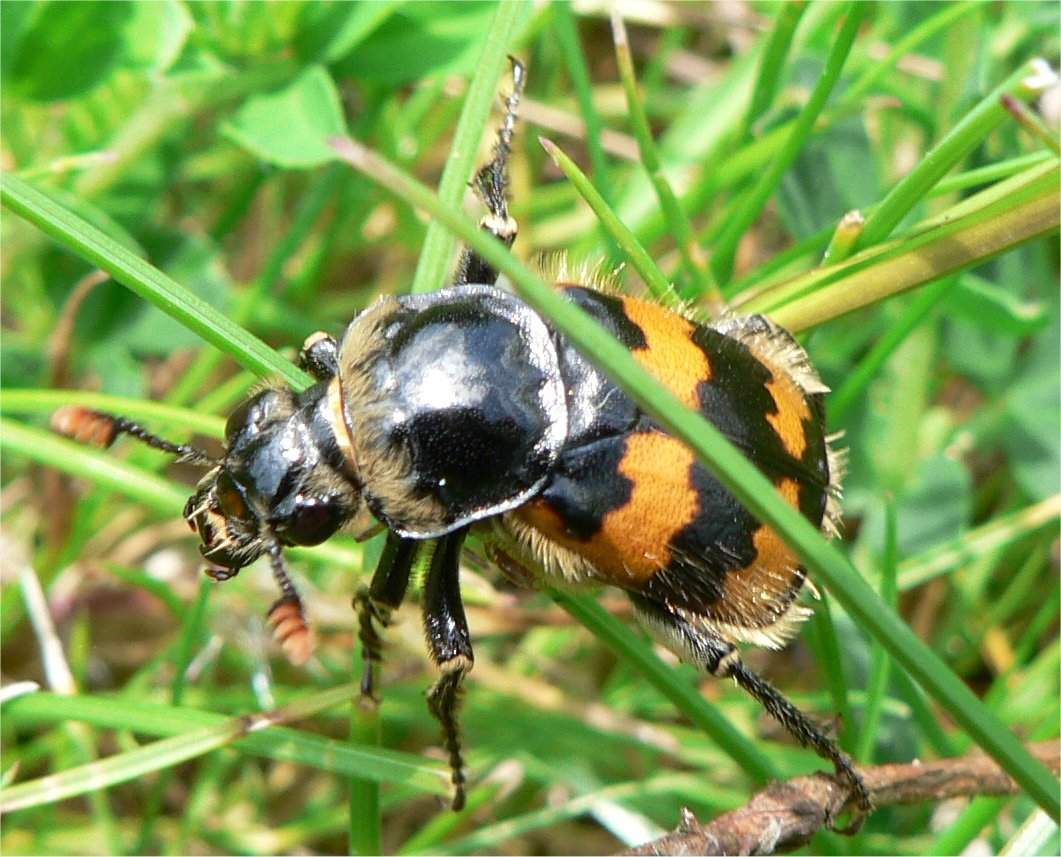
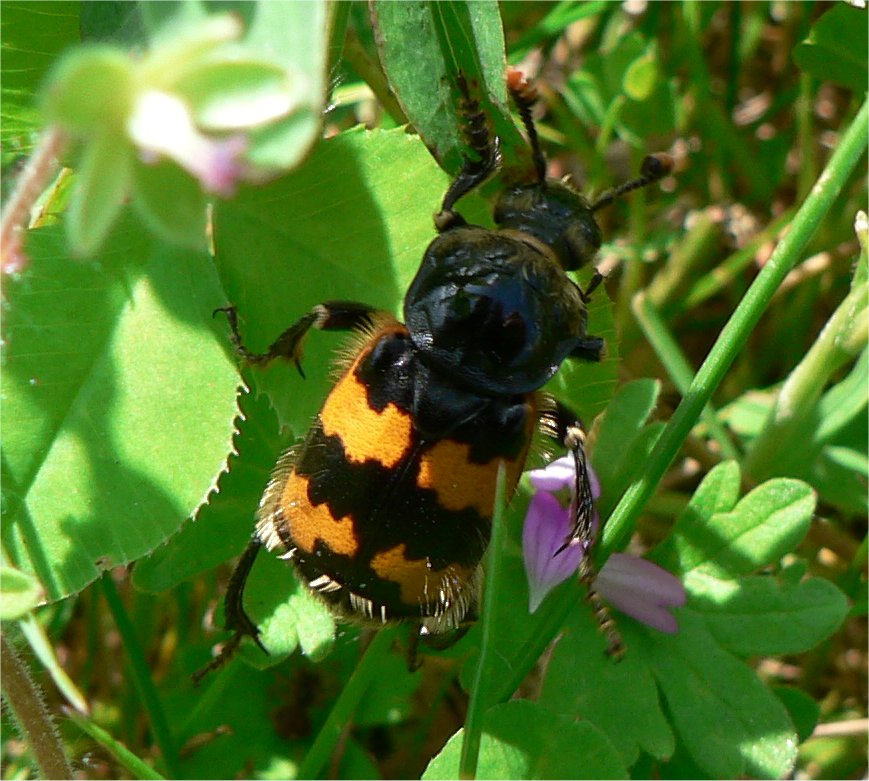
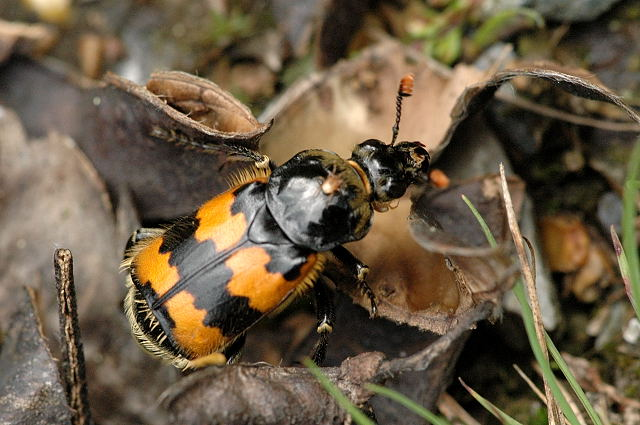